# Yao Nai

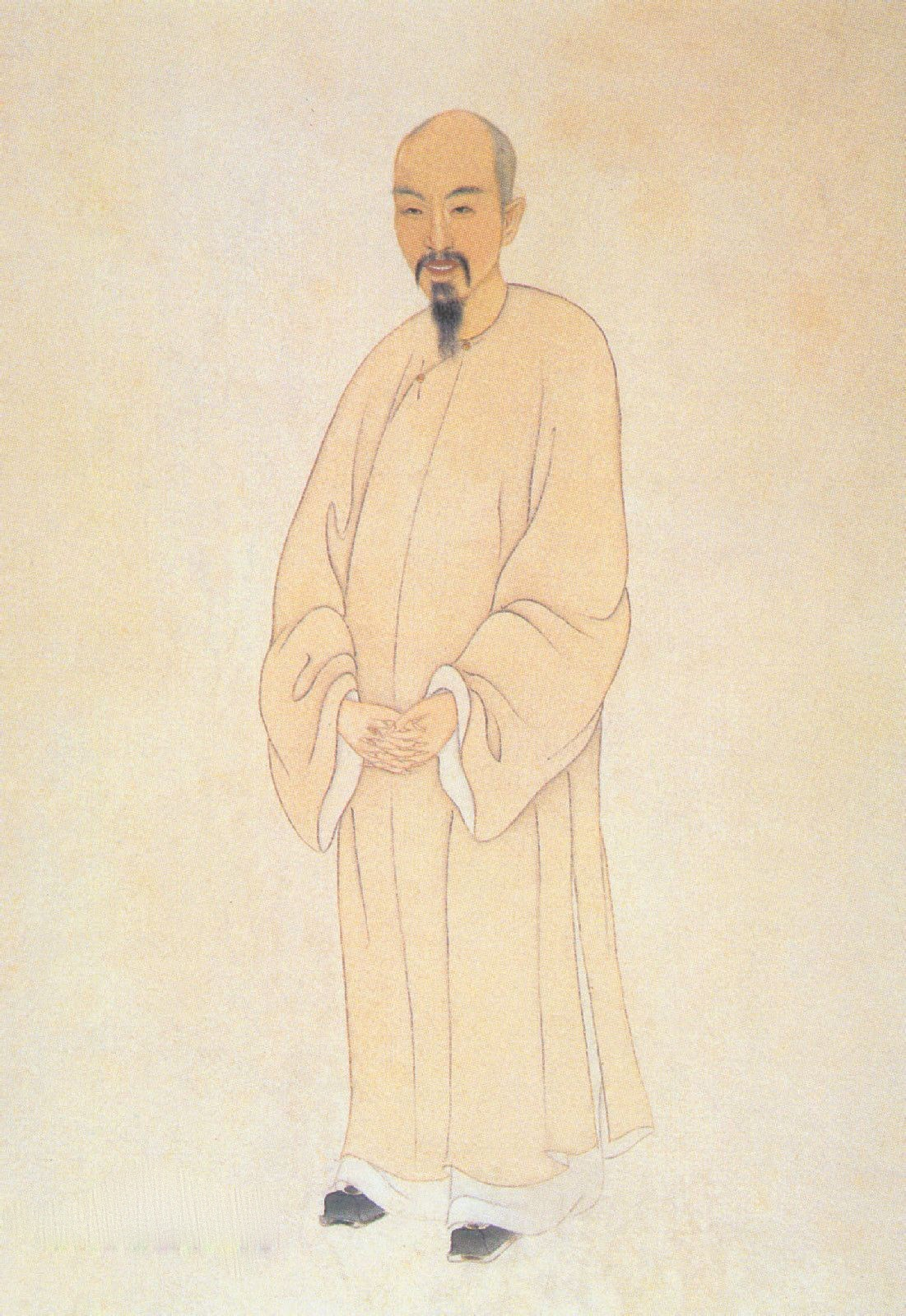
Yao Nai (Qingdai xuezhe xiangzhuan 清代学者像传)

Yao Nai (姚鼐,  Yáo Nài; geb. 1731 in Tongcheng (桐城), Provinz Anhui; gest. 1815) war ein chinesischer Gelehrter und Kalligraph der Zeit der Qing-Dynastie.

## Leben
Yao Nai wurde in Tongcheng in der Provinz Anhui geboren. Er schloss seine Studien 1763 mit dem jinshi-Diplom ab und wurde an die Hanlin-Akademie (Hanlinyuan) berufen. Anschließend arbeitete er als Beamter in verschiedenen Abteilungen der Zentralverwaltung. Yao Nai bleibt für seine klassischen Werke, die guwen 古文 -Essays, berühmt und wird als eine der Hauptfiguren der philosophischen Tongcheng-Schule angesehen. Sein Schüler Fang Dongshu (1772–1851) war ebenfalls ein Vertreter dieser Schule.
Yao Nai war einer der Teilnehmer an der Zusammenstellung des  Siku quanshu.
Yao Nai war der erste, der den numerologischen Aspekt als ein stilistisches Merkmal von Texten aus der Zeit der Streitenden Reiche hervorhob. Angesichts der Fülle solcher Merkmale im Yi Zhoushu äußerte er Zweifel an der Authentizität dieses Korpus, da die Wiederholung einer solchen textlichen Darstellung seiner Meinung nach nicht mit seiner Wahrnehmung der Weisheit der alten Könige übereinstimmte.
Seine literarischen Werke sind in der Ausgabe Xibaoxuan wenji enthalten, seine gesammelten Schriften sind in der Ausgabe mit dem Titel Xibaoxuan quanji 惜抱轩全集 enthalten, darin fanden auch seine Pinselnotizen (biji) und seine Aussprüche zu den Neun Klassikern (jiujing) Aufnahme.

## Zitat
Er vertrat Ansichten wie: „der Ursprung der literarischen Werke liegt im Himmel und auf der Erde“ und „die Literaten sind die Eliten des Himmels und der Erde, sie sind der Ursprung der Härte und Weichheit von Yin und Yang“.

## Publikationen
In der Bibliographie des Hanyu da zidian werden von Yao Nai die folgenden (herangezogenen) Werke genannt:
- Xibaoxuan wenji 惜抱轩文集. Sibu congkan, fotographische Reproduktion des Erstdrucks der Originalausgabe 四部丛刊影印原刊初印本 (eine Sammlung von Yaos eigenen guwen-Essays) – HYDZD-Bibliographie 2340
- Xibaoxuan biji 惜抱轩笔记. Xibaoxuan quanji 惜抱轩全集 – HYDZD-Bibliographie 2341
- Xibaoxuan jiujing shuo 惜抱轩九经说. Xibaoxuan quanji 惜抱轩全集 – HYDZD-Bibliographie 2342

- Guoyu buzhu 国语补注 (Xibaoxuan quanshu ji惜抱轩全书集), zum Guoyu 国语, HYDZD-Bibliographie 17
- Gongyang zhuan buzhu 公羊传补注 (Xibaoxuan quanji 惜抱轩全集), zum Gongyang zhuan 公羊传 – HYDZD-Bibliographie 51